# Índice de mercado de obrigações

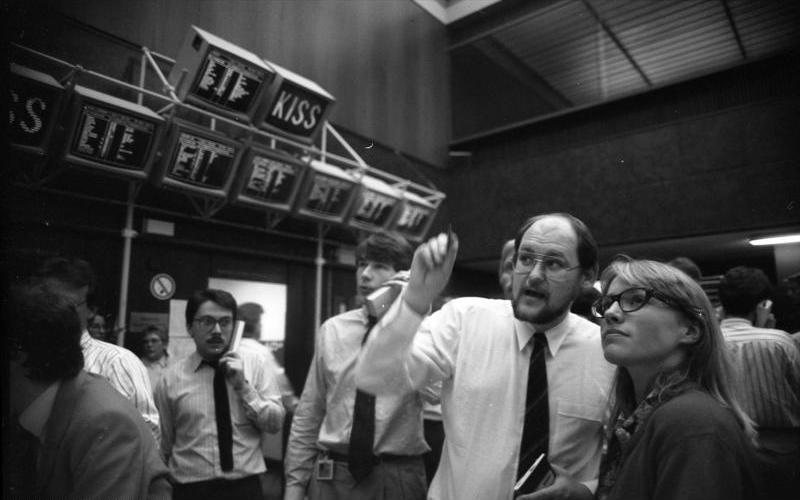
Mercado de obrigações de Francoforte

Um índice de mercado de obrigações  é uma lista constituída de obrigações ou instrumentos de rendimento fixo e uma estatística que reflecte o valor composto dos seus componentes. É usado como uma ferramenta no processo de gestão de carteiras para representar as características de agregação de valores mobiliários subjacentes.

## Tipos de índices
Os índices de obrigações podem ser classificados com base nas suas características gerais, como se fossem compostos por  obrigações públicas, obrigações corporativas, obrigações de alto rendimento, títulos associados a créditos hipotecários, créditos de consórcio ou alavancados, etc. Também podem ser classificados com base na avaliação do seu crédito  ou maturidade.
Os índices de obrigações costumam ser índices de retorno totais e são frequentemente utilizados como tal: olhar para o desempenho de um mercado ao longo do tempo. Além do retorno, os índices de obrigações também costumam ter o rendimento, a duração e convexidade, que é agregada a partir de títulos.
Em geral , os índices de obrigações incluem mais títulos individuais que índices do mercado de ações  e são mais amplos e baseados em regras.Isso permite que os gestores de carteiras prevejam que tipo de questões serão elegíveis para o índice.

## Ponderação
A maioria dos índices de obrigações são ponderados pela capitalização de mercado. Isso resulta no problema dos “parasitas”, em que os emitentes menos dignos de crédito com um monte de dívida constituem uma grande parte do índice que os mais dignos de crédito.

## Índices e gestão de investimento passivo
Os índices de obrigações são mais difíceis de duplicar em comparação aos  índices de mercado de ações  devido ao grande número de assuntos. Geralmente, os gestores de carteira definem referências adequadas às suas carteiras profissionais, e usam um índice existente ou criam misturas de índices com base em mandatos de investimento. Depois, compram um subconjunto dos assuntos disponíveis nas suas obrigações de referência e utilizam o índice como uma medida do retorno da carteira de mercado para comparar o desempenho com a própria carteira profissional. Muitas vezes, a  duração média do mercado pode não ser a duração mais adequada para uma dada carteira.  A reprodução das características de um índice pode ser conseguida através da utilização de futuros de obrigações para coincidir com a duração do índice de obrigações.